# Enriqueta Rodon Asencio

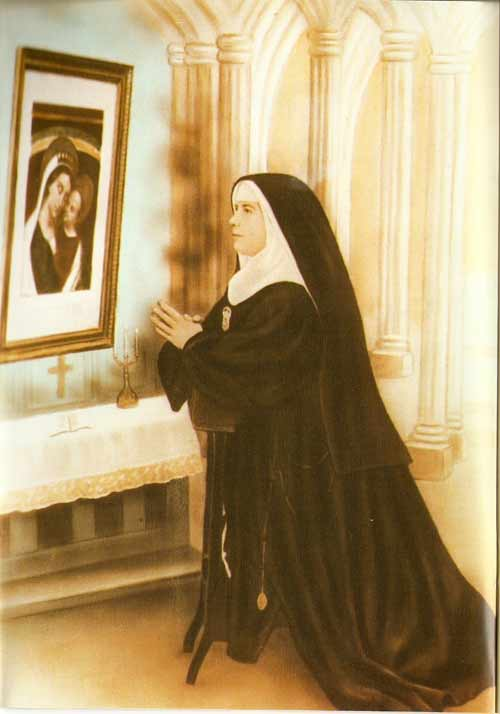
Enriqueta Rodon Asencio

Enriqueta Rodon Asencio (ur. 26 lutego 1863 w Barcelonie; zm. 28 grudnia 1903 w Madrycie) – hiszpańska Służebnica Boża Kościoła katolickiego.

## Życiorys
Enriqueta Rodon Asencio urodziła się 26 lutego 1863 roku. Wychowała się sierocińcu. W 1875 roku zmuszono ją do małżeństwa, lecz w 1877 roku uciekła i schroniła się. W marcu 1878 roku złożyła wniosek do sądu biskupiego o stwierdzenie nieważności małżeństwa. W dniu 14 lutego 1896 roku założyła zgromadzenie Franciszkanów Matki Bożej Dobrej Rady. Zmarła 28 grudnia 1903 roku mając 40 lat w opinii świętości. W 1992 roku rozpoczął się jej proces beatyfikacyjny.